# هنري من لوند
هنري آ لوند (بالدنماركية: Biskop Henrik af Lund)‏ (و. – 1066 م) هو قسيس دنماركي.
توفي الاسقف هنريك عام ١٠٦٦ م على وجه التقريب، وكان أسقف في لوند من ١٠٦٠ -١٠٦٦م. كان هنريك أمين صندوق الملك كنود الأكبر في إنجلترا وعاد بثرواته إلى الدنمارك.
بعد عودته إلى إنجلترا، عين أسقفًا مبشرًا لجزر أوركني.
من المحتمل أنه ذهب بعد ذلك إلى أيسلندا على وجه التقريب عام ١٠٥٠، حيث عمل هناك لبضع سنوات.
في عام ١٠٦٠م أسس الملك سفيند إستريدسن أبرشيتين جديدتين شرق ساوند. تم تعيين هنريك أسقفًا لمدينة لوند، بينما أصبح إيجينو أسقفًا لمدينة دالبي وبعد سنوات قليلة مات هنريك، وأصبح إيجينو أسقف لوند.